# Centre d'archives LGBTQI+ Paris Île-de-France
Le Centre d'archives LGBTQI+ Paris Île-de-France est un centre dédié à l'archivage des mémoires et cultures LGBTQI+, porté par l'association Collectif Archives LGBTQI+. Il tient son siège provisoire à Césure, tiers-lieu installé dans l'ancien campus de l'Université Sorbonne-Nouvelle. Un emménagement définitif est prévu dans un local rue de l'Ourcq dans le 19e arrondissement de Paris.

## Historique
Le projet d'un centre d'archives LGBTQI+ à Paris naît sous la municipalité de Bertrand Delanoë et l’attribution d'une subvention est approuvée au Conseil de Paris en septembre 2002. Cependant, des critiques sont soulevées de la part d'associations qui trouvent le projet biaisé en faveur de l'homosexualité masculine,.
L'initiative reprend un véritable élan à la suite de la sortie en 2017 du film 120 Battements par minute de Robin Campillo,,, qui renouvelle l'intérêt envers l'histoire de l'épidémie de sida et du militantisme d'associations comme Act Up-Paris. Aujourd'hui, le projet est porté par un collectif constitué en association et a obtenu l'attribution d'un local.

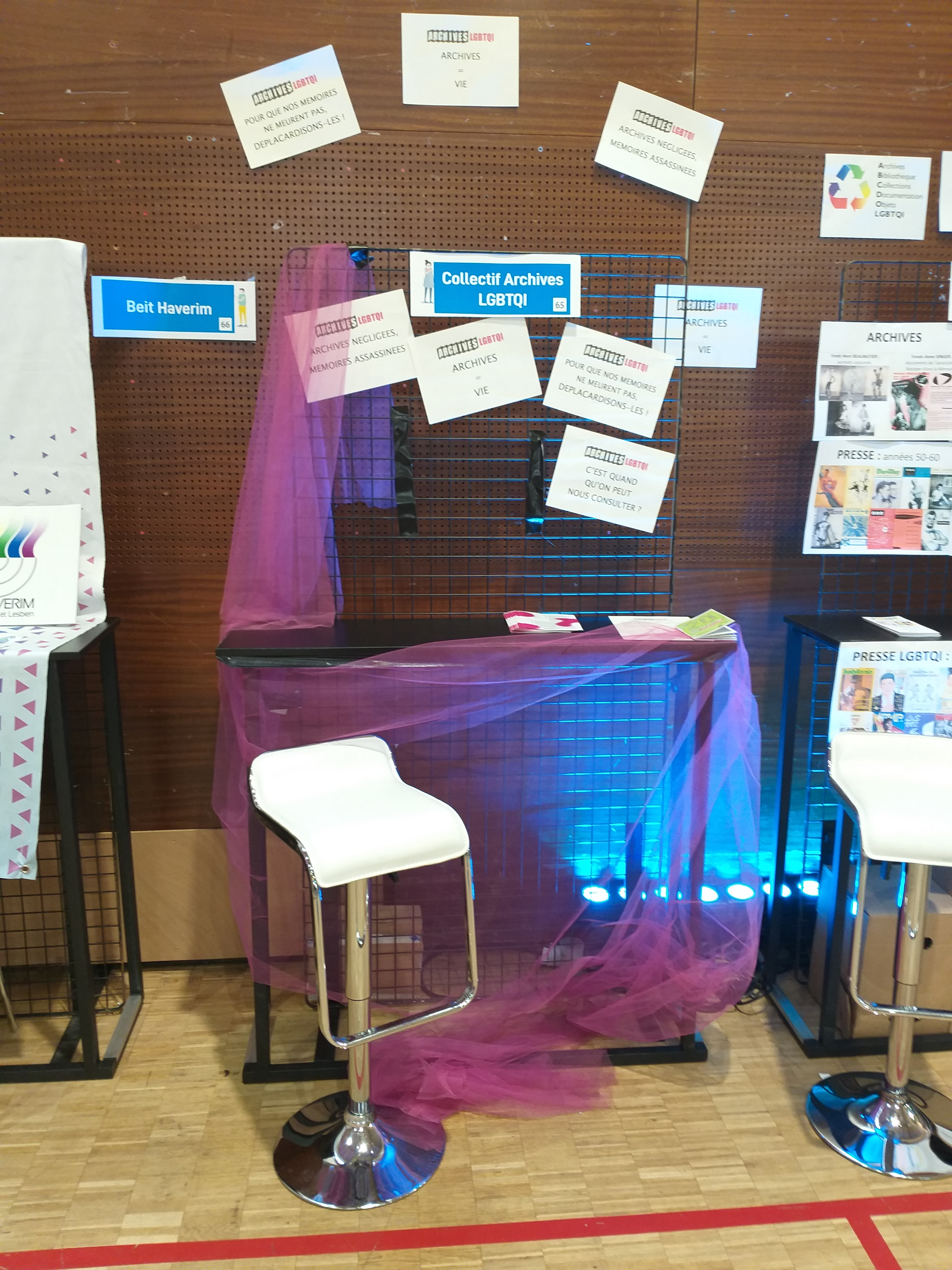
Stand du Collectif archives LGBTQI au Printemps des assoces 2019

## Missions
Le centre d'archives prône la conservation des archives de minorités par les communautés concernées. Il cite dans son manifeste les principes de Denver, fondateurs du militantisme par et pour les malades du sida, la Convention de Faro du Conseil de l'Europe sur la valeur sociale du patrimoine culturel et les directives de l'UNESCO concernant la protection des cultures minoritaires.

## Fonds conservés
Des collectifs militants et des particuliers ont fait don de leurs archives. Ces fonds incluent des documents, des imprimés, mais également des objets et des enregistrements.
Exemples de personnes et collectifs donateurs :
- Alain Burosse, à l'origine de la Nuit Gay de Canal+
- Jan-Paul Pouliquen, militant pour l'adoption du pacte civil de solidarité
- Les Ami.es du Patchwork des noms
- des établissements gay comme Le Tango
- SNEG, Syndicat national des entreprises gaies
- Natacha Taurisson, ex-présidente honoraire de l'Association du syndrome de Benjamin[16]

Ces archives physiques sont accompagnées d'une collecte d'archives orales, valorisées à travers une chaîne de podcasts.